# (350178) Eisleben
(350178) Eisleben est un astéroïde de la ceinture principale.

## Description
(350178) Eisleben est un astéroïde de la ceinture principale. Il fut découvert le 30 mars 1992 à Tautenburg par Freimut Börngen. Il présente une orbite caractérisée par un demi-grand axe de 2,59 UA, une excentricité de 0,25 et une inclinaison de 6,9° par rapport à l'écliptique.

## Compléments